# 大松町 (名古屋市)
大松町（おおまつちょう）は、愛知県名古屋市東区・千種区の地名。丁目の設定はない。住居表示実施。

## 地理
名古屋市東区中央東部に位置する。東は古出来一丁目・千種区、西は出来町一丁目、南は豊前町、北は出来町二丁目に接する。

## 歴史

### 町名の由来
かつて大松が植わっていたことによる。

### 沿革
- 1981年（昭和56年）9月13日 - 東区松軒町・新出来町・古出来町の各一部により、同区大松町として成立[1]。道路部分の極小地域として千種区松軒町の一部より同区大松町も同時に成立している[4]。

## 世帯数と人口
2019年（平成31年）2月1日現在の世帯数と人口は以下の通りである。
| 区   | 町丁   | 世帯数  | 人口  |
| ---- | ------ | ------- | ----- |
| 東区 | 大松町 | 202世帯 | 435人 |

### 人口の変遷
国勢調査による人口の推移
| 2000年（平成12年） | 439人 | [ WEB 6 ] |  |
| 2005年（平成17年） | 419人 | [ WEB 7 ] |  |
| 2010年（平成22年） | 389人 | [ WEB 8 ] |  |
| 2015年（平成27年） | 425人 | [ WEB 9 ] |  |

## 学区
市立小・中学校に通う場合、学校等は以下の通りとなる。また、公立高等学校に通う場合の学区は以下の通りとなる。
| 区   | 番・番地等 | 小学校               | 中学校               | 高等学校 |
| ---- | ---------- | -------------------- | -------------------- | -------- |
| 東区 | 全域       | 名古屋市立明倫小学校 | 名古屋市立桜丘中学校 | 尾張学区 |

## 施設
- 稲荷神社[2]
- 真宗大谷派法恩寺[2]
- 明倫南公園[2]（東区大松町[WEB 12]）

1983年（昭和58年）4月1日供用開始。

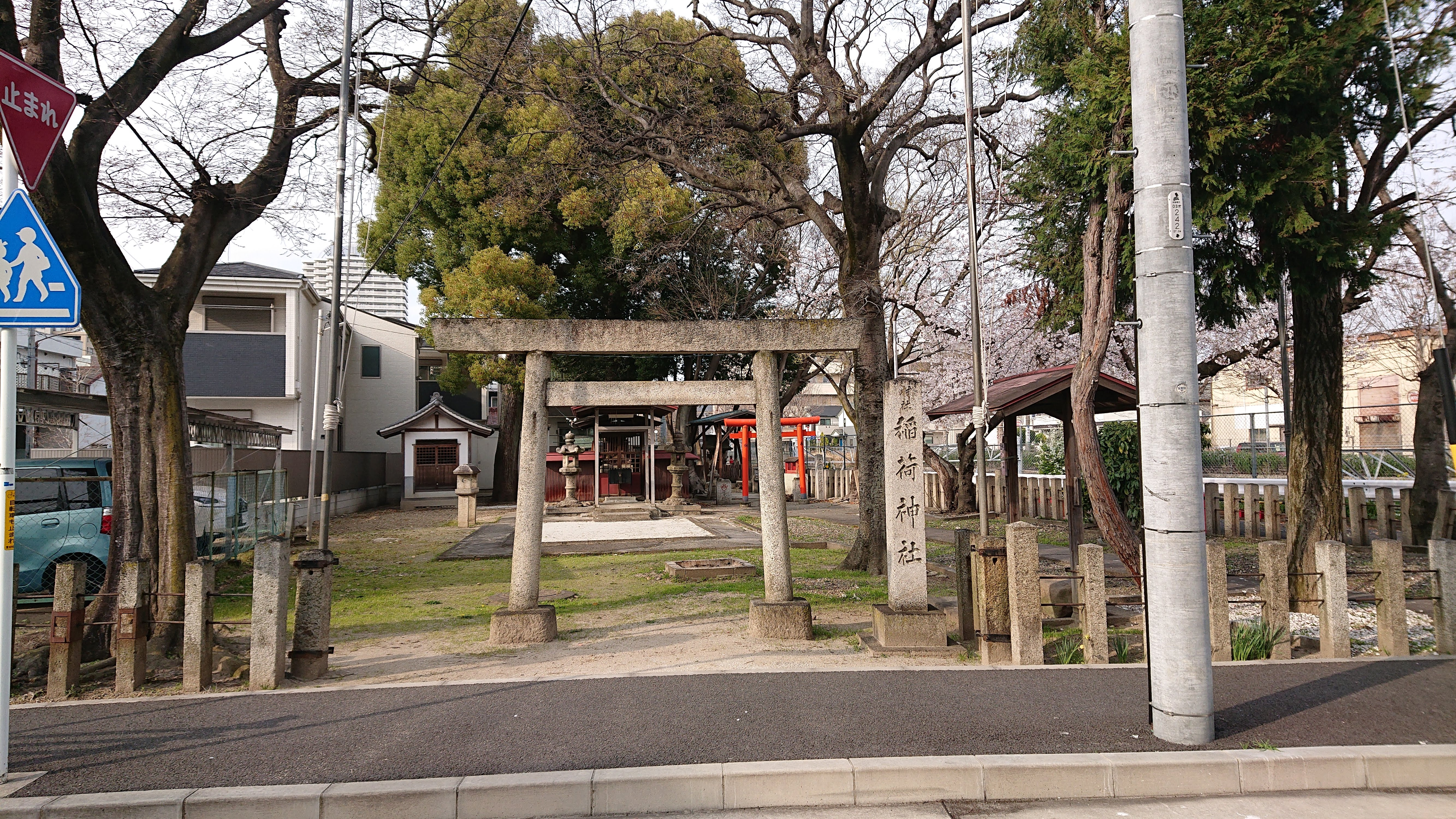
稲荷神社

## その他

### 日本郵便
- 郵便番号 : 461-0033（東区）[WEB 3]（集配局：名古屋東郵便局[WEB 13]）。

### WEB
1. 1 2  “愛知県名古屋市東区の町丁・字一覧”.   人口統計ラボ. 2017年10月7日閲覧。
2. 1 2  “町・丁目(大字)別、年齢(10歳階級)別公簿人口(全市・区別)”.   名古屋市 (2019年2月20日). 2019年3月10日閲覧。
3. 1 2  “郵便番号”.  日本郵便. 2019年3月17日閲覧。
4. ↑  “市外局番の一覧”.   総務省. 2019年1月6日閲覧。
5. ↑  名古屋市役所市民経済局地域振興部住民課町名表示係 (2017年3月15日). “東区の町名一覧”.   名古屋市. 2017年10月7日閲覧。
6. ↑  名古屋市役所総務局企画部統計課統計係 (2005年7月1日). “（刊行物）名古屋の町(大字)・丁目別人口 (平成12年国勢調査) 東区” (xls). 2017年10月8日閲覧。
7. ↑  名古屋市役所総務局企画部統計課統計係 (2007年6月29日). “平成17年国勢調査　名古屋の町(大字)別・年齢別人口 東区” (xls). 2017年10月8日閲覧。
8. ↑  名古屋市役所総務局企画部統計課統計係 (2012年6月29日). “平成22年国勢調査　名古屋の町(大字)別・年齢別人口 東区” (xls). 2017年10月8日閲覧。
9. ↑  名古屋市役所総務局企画部統計課統計係 (2017年7月7日). “平成27年国勢調査　名古屋の町(大字)別・年齢別人口” (xls). 2017年10月8日閲覧。
10. ↑  “市立小・中学校の通学区域一覧”.   名古屋市 (2018年11月10日). 2019年1月14日閲覧。
11. ↑  “平成29年度以降の愛知県公立高等学校（全日制課程）入学者選抜における通学区域並びに群及びグループ分け案について”.   愛知県教育委員会 (2015年2月16日). 2019年1月14日閲覧。
12. 1 2  “都市公園の名称、位置及び区域並びに供用開始の期日” (2019年5月1日). 2019年11月3日閲覧。
13. ↑  郵便番号簿 平成29年度版 - 日本郵便. 2019年03月10日閲覧 (PDF)

### 書籍
1. 1 2  名古屋市計画局 1992, p. 741.
2. 1 2 3 4 5  「角川日本地名大辞典」編纂委員会 1989, p. 1512.
3. ↑  名古屋市計画局 1992, p. 138.
4. ↑  名古屋市計画局 1992, p. 727.